# منعطفة بردية غندوانية
منعطفة بردية غندوانية (الاسم العلمي: Psychroflexus gondwanensis) هي نوع من البكتيريا، سلبية الغرام، تتبع جنس منعطفة بردية.